# Необичан дан
„Необичан дан” је југословенски ТВ филм из 1966. године. Режирао га је Марио Фанели а сценарио је написао Ивица Иванец